# Jezero Tana
Jezero Tána (amharsko ጣና ሐይቅ, latinizirano: T’ana ḥāyik’i, prej Tsana) je glavni izvir Modrega Nila in je največje jezero v Etiopiji. Jezero, ki leži v regiji Amhara v severozahodnem etiopskem višavju, je približno 84 kilometrov dolgo in 66 kilometrov široko, z največjo globino 15 metrov in nadmorsko višino 1788 metrov. Jezero Tana napajajo reke Gilgel Abay, Reb in Gumara. Njegova površina se giblje od 3.000 do 3.500 kvadratnih kilometrov, odvisno od sezone in padavin. Nivo jezera je urejeno že od izgradnje kontrolnega jeza, kjer se jezero izliva v Modri Nil. Ta nadzoruje tok do slapov Modrega Nila (Tis Abbai) in hidroelektrarne.
Leta 2015 je bila regija jezera Tana imenovano za Unescov biosferni rezervat, ki priznava njen nacionalni in mednarodni naravni in kulturni pomen.

## Pregled
Jezero Tana je nastalo zaradi vulkanske dejavnosti, ki je blokirala tok pritekajočih rek v zgodnji pleistocenski dobi, pred približno 5 milijoni let.
Jezero je bilo prvotno veliko večje kot je danes. Jezero napaja sedem velikih stalnih rek in 40 majhnih sezonskih rek. Glavni pritoki jezera so Gilgel Abbay (reka Mali Nil) ter reke Megech, Gumara in Rib.
Jezero Tana ima številne otoke, katerih število se spreminja glede na gladino jezera. V zadnjih 400 letih je padla približno 1,8 m. Po Manoelu de Almeidi (portugalskem misijonarju v zgodnjem 17. stoletju) je bilo 21 otokov, od katerih je imelo sedem do osem samostane, »prej velikih, zdaj pa precej zmanjšanih«. Ko je James Bruce obiskal območje leta Leta 1771 je ugotovil, da so domačini našteli 45 naseljenih otokov, vendar je izjavil, da verjame, da je »število lahko približno enajst«. Anton Stecker je leta 1881 podrobno pregledal jezero, kar je omogočilo precej natančne zemljevide in štel 44 otokov. Geograf iz 20. stoletja je poimenoval 37 otokov, od katerih jih je po njegovem mnenju 19 imelo ali so imeli na njih samostane ali cerkve.
Ostanki starodavnih etiopskih cesarjev in zakladi etiopske cerkve so shranjeni v izoliranih otoških samostanih (vključno s Kebran Gabrielom, Ura Kidane Mehret, Narga Selassie, Daga Estifanos, Medhane Alem iz Reme, Kota Maryam in Mertola Maryam). Na otoku Tana Qirqos je skala, prikazana Paulu B. Henzeju, na kateri so mu povedali, da je Devica Marija počivala na svojem potovanju iz Egipta; povedali so mu tudi, da je Frumentius, ki je uvedel krščanstvo v Etiopijo, »domnevno pokopan na Tana Cherqosu.« Truplo Jekuna Amlaka je pokopano v samostanu svetega Štefana na otoku Daga. Cesarji, katerih grobnice so tudi na Dagi, so Davit I., Zara Jakob, Za Dengel in Fasilides. Drugi pomembni otoki v jezeru Tana so Dek, Mitraha, Gelila Zakarias, Halimun in Briguida.
Samostani naj bi bili zgrajeni v srednjem veku na prejšnjih verskih mestih. Med njimi so Debre Maryam iz 14. stoletja in Narga Selassie iz 18. stoletja, Tana Qirqos (ki je domnevno hranil Skrinjo zaveze, preden so jo preselili v Aksum) in Ura Kidane Mehret, znan po svojih regalijah. Trajektna linija povezuje Bahir Dar z Gorgoro prek otoka Dek in različnih vasi ob jezeru.
Na jugozahodnem delu jezera je tudi polotok Zege. Zege je mesto samostana Azva Marjam.

## Značilnosti vode in poplave
V primerjavi z drugimi tropskimi jezeri so vode v jezeru Tana razmeroma hladne, običajno se gibljejo od približno 20 do 27 °C. Voda ima pH, ki je nevtralen do nekoliko bazičen, njena prozornost pa je precej nizka.
Zaradi velikih sezonskih nihanj dotoka njegovih pritokov, dežja in izhlapevanja, se vodna gladina jezera Tana običajno spreminja za 2–2,5 m na leto, vrhunec pa doseže septembra–oktobra takoj po glavni mokri  sezoni. Ko je vodostaj visok, so ravnice okoli jezera pogosto poplavljene in druga trajna močvirja v regiji postanejo povezana z jezerom.
Na južnem delu jezera so 42 m visoki slapovi Tisisat, kjer izkoriščajo njihovo vodno energijo.

## Živalstvo
Ker ni dotokov, ki bi jezero povezovali z drugimi velikimi vodnimi potmi, glavni odtok, Modri Nil, pa ovirajo slapovi Modrega Nila, jezero podpira zelo značilno vodno favno, ki je na splošno povezana z vrstami iz porečja Nila. Raven hranil v jezeru je nizka.

### Ribe
V jezeru Tana je 27 vrst rib in 20 od teh je endemičnih. To vključuje eno od le dveh znanih jat vrst ciprinidov (drugo, iz jezera Lanao na Filipinih, so zdesetkale vnesene vrste). Sestavljen je iz 15 razmeroma velikih, do 1 m dolgih Labeobarbusa, ki so bile prej vključene v Barbus. Med njimi so L. acutirostris, L. longissimus, L. megastoma in L. truttiformis strogo ribojedi, L. dainellii, L. gorguari, L. macrophtalmus in L. platydorsus pa večinoma ribojedi. Njihov najpomembnejši plen sta majhni vrsti Enteromius in Garra. Preostali Labeobarbus v jezeru Tana ima druge posebne prehranjevalne navade: L. beso (neendemit in ni tesno povezan z drugimi) se prehranjuje z algami, L. surkis večinoma z makrofiti, L. gorgorensis z makrofiti in mehkužci, L. brevicephalus z zooplankton (vendar se mladiči vseh članov jate vrst prehranjujejo z zooplanktonom), L. osseensis na makrofitih in odraslih žuželkah ter L. crassibarbis, L. intermedius (neendemit, vendar tesno povezan z drugimi), L. nedgia in L. tsanensis na bentoških nevretenčarjih, kot so ličinke hironomida. Med endemičnimi Labeobarbusi se osem vrst drsti v jezerskih mokriščih, preostale pa se sezonsko selijo v njegove pritoke, kjer se drstijo.
Poleg jate vrste Labeobarbus so endemične vrste še Enteromius pleurogramma, E. tanapelagius, Garra regressus in Afronemacheilus abyssinicus (eden od le dveh afriških koščic). Preostale neendemične vrste so nilska tilapija (široko razširjena v Afriki, vendar z endemično podvrsto tana v jezeru), E. humilis, G. dembecha, G. dembeensis in veliki afriški ostrozobi som.

### Ribolov in grožnje
Jezero Tana podpira veliko ribiško industrijo, ki temelji predvsem na krapovcu Labeobarbus, nilski tilapiji in ostrozobem somu. Po podatkih etiopskega ministrstva za ribištvo in ribogojstvo je bilo leta 2011 v Bahir Darju iztovorjenih 1454 ton rib, kar je po oceni oddelka 15 % njegove trajnostne količine. Kljub temu je bilo v pregledu, ki je primerjal ulove leta 2001 s tistimi desetimi leti prej, ugotovljeno, da sta se značilni velikosti tako tilapije kot soma znatno zmanjšali, populacije labeobarbusov, ki se razmnožujejo v pritokih, pa so se znatno zmanjšale. Med endemičnimi ribami jih IUCN večinoma obravnava kot ogrožene (ogrožene ali ranljive) ali s pomanjkljivimi podatki (razpoložljivi podatki ne zadoščajo za oceno statusa). V zgodnjih 2000-ih je lokalna vlada prvič uvedla zakonodajo o ribištvu in upamo, da bo to pozitivno vplivalo na populacije rib.
Druge resne grožnje so uničevanje habitatov in onesnaževanje. Bahir Dar je postal veliko mesto in hitro raste; njegova odpadna voda se običajno spusti neposredno v jezero. Vegetacijo v jezerskih mokriščih, ki so pomembna rastišče za Labeobarbus in druge ribe, se hitro čisti. Potencialno resna grožnja edinstvenemu ekosistemu bi bila uvedba velike in učinkovite plenilske vrste, kot je nilski ostriž, ki je bil vpleten v številna izumrtja v Viktorijinem jezeru. Ribojedi Labeobarbus iz jezera Tana so razmeroma neučinkoviti plenilci, ki lahko vzamejo ribe le do približno 15 % dolžine samega plenilca.

### Druge živalske vrste
Med drugimi živalskimi vrstami je v jezeru razmeroma malo nevretenčarjev: obstaja petnajst vrst mehkužcev, vključno z eno endemično, in tudi endemična sladkovodna spužva.
Iz jezera Tana je znanih okoli 230 vrst ptic, vključno z več kot 80 močvirskimi pticami, kot so rožnati pelikan, afriški strelec (Anhinga rufa), čevljekljun (Scopus umbretta), štorklje, afriška žličarka (Platalea alba), ibisi, race, vodomci in afriški jezerec. Je pomembno počivališče in prehranjevalno območje za številne palearktične vodne ptice selivke.
Krokodilov ni, afriška mehkooklepana želva in nilski varan sta bila zabeležena v bližini izliva Modrega Nila iz jezera. Povodni konji so prisotni, večinoma blizu izliva Modrega Nila.